# Systoechus anthophilus
Systoechus anthophilus är en tvåvingeart som beskrevs av Hesse 1938. Systoechus anthophilus ingår i släktet Systoechus och familjen svävflugor. Inga underarter finns listade i Catalogue of Life.